# Satu Nou (Șcheia), Iași
Satu Nou este un sat în comuna Șcheia din județul Iași, Moldova, România.